# 7665 Putignano
7665 Putignano è un asteroide della fascia principale. Scoperto nel 1994 presso Colleverde, una frazione del comune di Guidonia Montecelio, presenta un'orbita caratterizzata da un semiasse maggiore pari a 2,8827623 UA e da un'eccentricità di 0,0574906, inclinata di 3,22090° rispetto all'eclittica.
L'asteroide è dedicato all'omonima città italiana, luogo natio dello scopritore.